# Ельники (Сахалинская область)
Е́льники — село в Смирныховском городском округе Сахалинской области России.

## География
Село расположено на берегу реки Ельня, на расстоянии 7 км от пгт Смирных, административного центра городского округа.

## История
До 1945 года село принадлежало японскому губернаторству Карафуто и называлось Атон (яп. 亜屯).

## Население
| 2002 | 2010 | 2013 | 2021 |
| ---- | ---- | ---- | ---- |
| 92   | ↘47  | ↘46  | ↘23  |

### Половой состав
Согласно результатам переписи 2002 года, в селе проживало 92 человека (42 мужчины и 50 женщин).

### Национальный состав
Согласно результатам переписи 2002 года, в национальной структуре населения русские составляли 88 %.

## Улицы
| - ул. Дорожная, - ул. Колодезная, | - ул. Лесная, - ул. Центральная. |

## Транспорт
В селе расположена платформа Ельники Сахалинского региона Дальневосточной железной дороги.